# L'urlo
L’urlo (Skrik) è il nome assegnato a una serie di famosi dipinti del pittore norvegese Edvard Munch.

## Storia

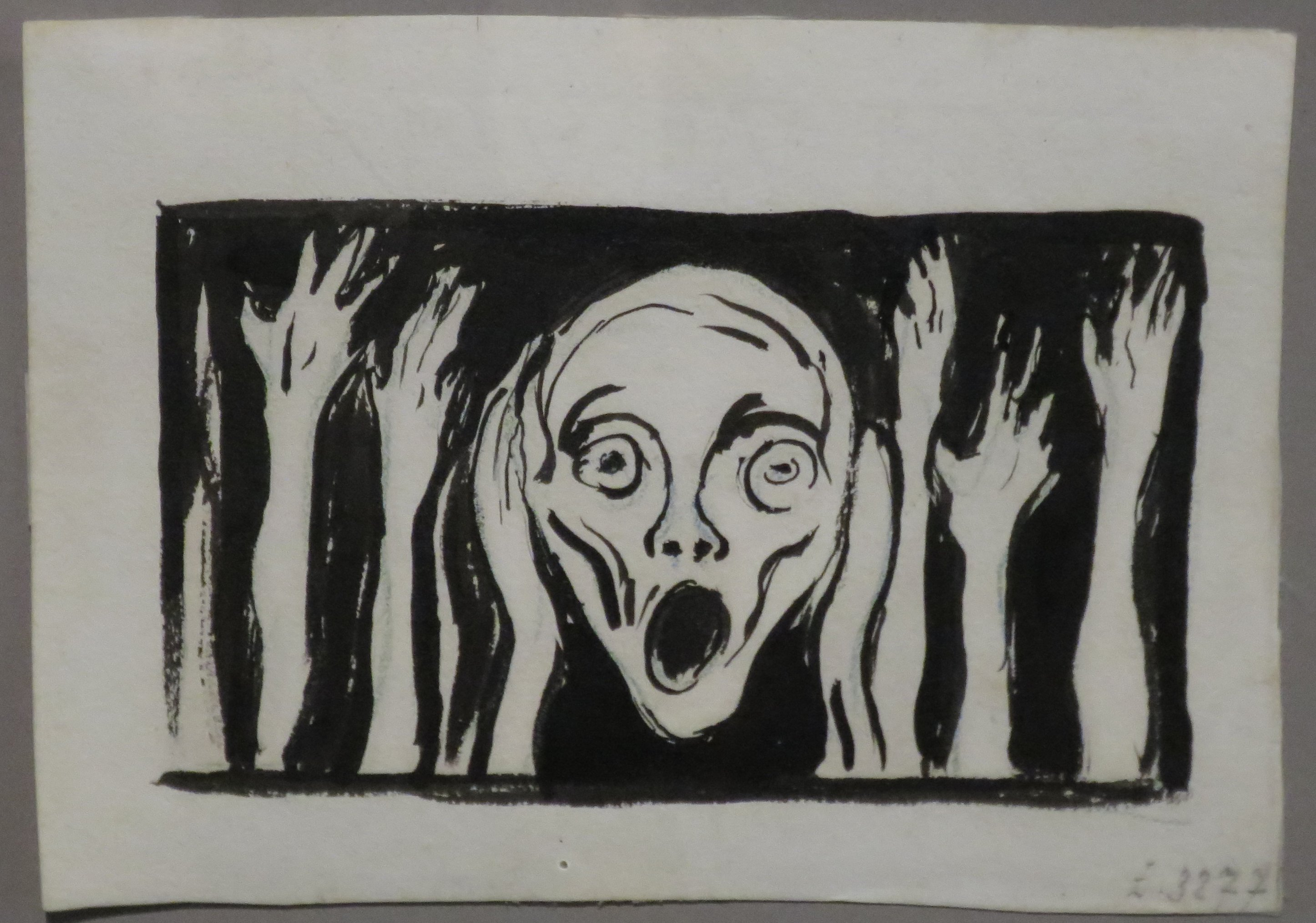
Incisione realizzata da Munch e ritraente il soggetto de L'urlo

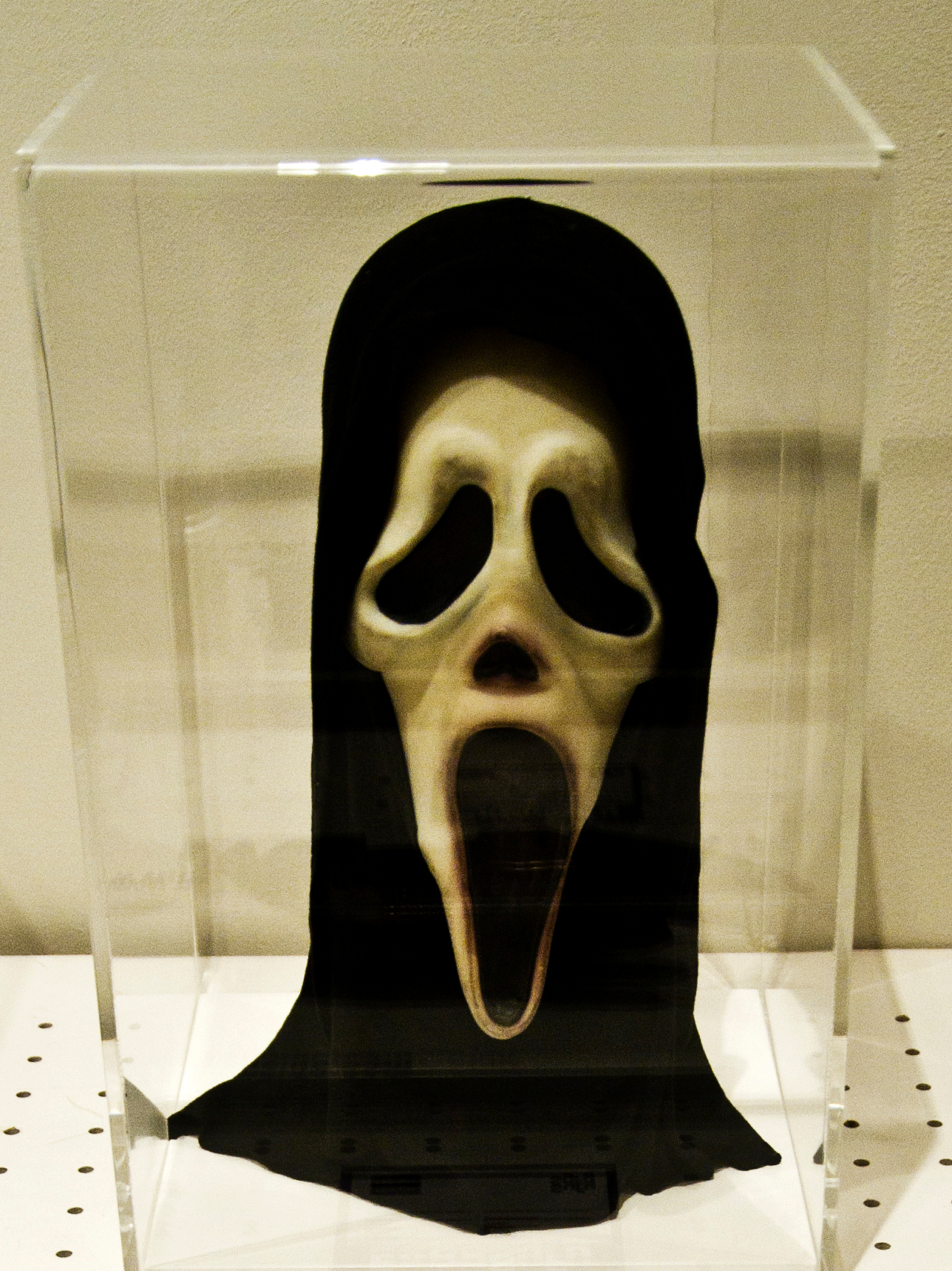
La maschera "Ghostface" del film Scream (1996) è ispirata al quadro di Munch

Lo spunto del quadro è prettamente autobiografico. È infatti lo stesso Munch a indicarci, in una pagina di diario, le circostanze che hanno portato alla genesi de L'urlo:
Munch avrebbe poi rielaborato questo ricordo rendendolo un poema e segnandolo sulla cornice della versione del 1895:
In ogni caso, Munch tentò di trasporre questo tramonto «rosso sangue» in una tela in grado di restituire quella visione di «sangue coagulato» che egli stesso provò in quella sera d'estate. La gestazione di questo tramonto fu assai lunga, e richiese vari bozzetti e tentativi (le macchie rosse, caratteristiche dello sfondo de L'urlo, emergono violente già in Disperazione del 1891). Fu solo nel 1893 che Munch, meditando su questo soggetto, realizzò finalmente L'urlo, come parte di un ciclo di dipinti che egli stesso definì Fregio della vita. L'artista, tra il 1893 e il 1910, realizzò altre tre versioni del medesimo soggetto. La prima versione, del 1893 (74×56 cm), è un pastello su cartone; si tratta tuttavia di una composizione ancora embrionale che Munch andrà a ridefinire nella versione definitiva (91×73,5 cm), realizzata nello stesso anno. Due anni dopo, nel 1895, realizzò una terza versione (79×59 cm): si tratta di un pastello su tavola, battuto dalla casa d'asta londinese Sotheby's il 2 maggio 2012 per la somma record di 120 milioni di dollari. L'ultima versione (83×66 cm), una tempera su pannello, è stata invece stesa nel 1910.
Nel 2004 alcuni ricercatori hanno supposto che il cielo color rosso sangue del quadro sia in realtà una riproduzione accurata del cielo norvegese dopo l'eruzione del Krakatoa del 1883, avvenuta dieci anni prima. Tale ipotesi però è priva di una concreta base, visto che l'episodio risalirebbe all'estate del 1889 - sei anni dopo l'eruzione - quando, con gli amici Christian Krohg e Frits Thalow (identificabili con le due silhouette del quadro), affittò una piccola abitazione nei pressi dell'Oslofjord. La figura calva, con gli occhi infossati, che porta le mani al volto, potrebbe inoltre essere stata ispirata da una mummia peruviana della cultura di Cuzco, che l'artista avrebbe visto a Parigi al Musée de l'Homme del Trocadéro qualche anno prima.
L'opera, descritta dal giornalista Arthur Lubow come «un'icona dell'arte moderna, una Monna Lisa dei nostri tempi» per la sua capacità di cristallizzare l'angoscia esistenziale dell'umanità contemporanea, si è saldamente ancorata per il suo potere evocativo nell'immaginario collettivo. All'Urlo si ispirano sia l'emoji "faccina terrorizzata" (😱) che la maschera di Scream. Il quadro, inoltre, è ispiratore sia di linee di merchandising che di opere di altri artisti o di locandine, come quella del film Pink Floyd The Wall disegnata da Gerald Scarfe nel 1982,  o le rielaborazioni serigrafiche in chiave pop prodotte nel 1983–1984 da Andy Warhol.

### Furti

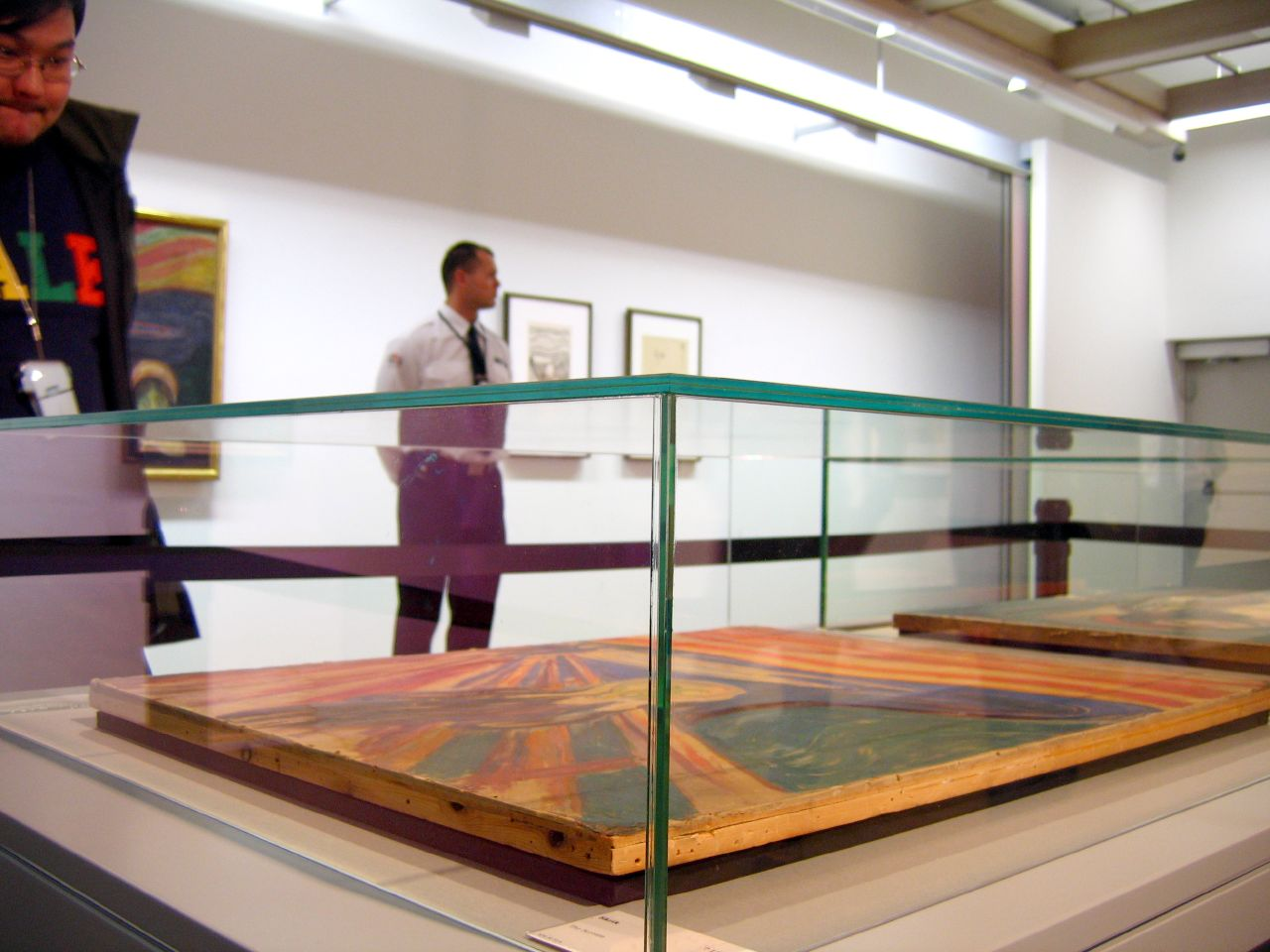
L'urlo (versione del 1910) protetto da una teca antifurto

Due sono stati i furti che hanno visto protagonista L'urlo:
- la versione de L'urlo (1893) esposta alla Galleria nazionale di Oslo è stata oggetto di un furto il 12 febbraio 1994, nello stesso giorno dell'inaugurazione dei XVII Giochi olimpici invernali: due uomini, infatti, in quel giorno si introdussero nel polo museale, rubando l'opera in soli cinquanta secondi e lasciando in luogo del dipinto un biglietto con scritto «grazie per le misure di sicurezza così scarse»;[13] l'opera venne ritrovata integra tre mesi dopo in un albergo di Åsgårdstrand;[14]
- la versione de L'urlo (1910) esposta presso il Museo Munch invece è stata oggetto di un furto il 22 agosto 2004: oltre a L'Urlo venne sottratta un'altra opera dell'autore, Madonna;[14] ambedue le tele vennero recuperate due anni dopo, il 31 agosto 2006, per poi tornare in esposizione al museo nel 2008, solo dopo un restauro di durata biennale per restituire l'aspetto originale delle due opere, lievemente compromesso a causa dell'umidità.[13]

## Descrizione
L'urlo  rappresenta un sentiero in salita sulla collina di Ekberg sopra la città di Oslo, spesso confuso con un ponte, a causa del parapetto che taglia diagonalmente la composizione; su questo sentiero si sta consumando un urlo lancinante, acuto, che in quest'opera acquisisce un carattere indefinito e universale, elevando la scena a simbolo del dramma collettivo dell'angoscia, del dolore e della paura. Il soggetto urlante è la figura in primo piano, terrorizzata, che per emettere il grido (e non per proteggersene) si comprime la testa con le mani, perdendo ogni forma e diventando preda del suo stesso sentimento: più che un uomo, infatti, ricorda un ectoplasma, con il suo corpo serpentiforme, quasi senza scheletro, privo di capelli, deforme. Si perde insieme alla sua voce straziata e alla sua forma umana tra le lingue di fuoco del cielo; le sue narici sono dilatate e gli occhi sbarrati, testimoni di un abominio immondo. Ma il vero centro dell'opera è costituito dalla bocca che, aprendosi in un innaturale spasmo, emette un grido che distorce l'intero paesaggio, che in questo modo restituisce una sensazione di disarmonia, squilibrio. Questo sentimento di malessere non è esclusivo né dello sfondo, né dell'animo di Munch: è infatti distintivo del pessimismo fin de siècle diffuso in quel periodo, che cominciò a mettere in dubbio le certezze dell'essere umano, proprio mentre Sigmund Freud indagava gli abissi dell'inconscio. L'opera rispecchia anche le idee di solitudine ed angoscia della filosofia di Kierkegaard.
A rimanere immutati e dritti sono esclusivamente il parapetto e i due personaggi sulla sinistra della composizione. Queste due figure umane sono sorde sia al grido sia allo sconvolgimento emozionale espresso dal pittore: non a caso, sono collocate ai margini della composizione, quasi volessero uscire dal quadro. È in questo modo che Munch ci restituisce in modo molto crudo e lucido una metafora della superficialità dei rapporti umani. Sulla destra, invece, è collocato il paesaggio, innaturale e poco accogliente, quasi fosse un'appendice dell'inquietudine dell'artista: il mare è una massa nera ed oleosa, mentre il cielo è solcato da lingue di fuoco, con le nuvole ondulate che sembrano cariche di sangue.

## Stile
L'urlo presenta un forte effetto espressivo, ottenuto mediante un'associazione di colori complementari (rosso-verde, azzurro-arancio) in modo da mettere in risalto il cromatismo del dipinto. Le tonalità calde le troviamo nella parte alta del quadro, così da conferire maggior peso alla composizione, controbilanciando l'addensamento degli elementi compositivi in basso. Analogamente, i colori chiari sono collocati intorno al volto del personaggio, che in questo modo viene esaltato agli occhi dell'osservatore.
Vi è un netto contrasto anche tra le linee: quelle dello sfondo sono infatti curvilinee, quasi magmatiche, e vengono interrotte dalla geometricità delle diagonali che vanno a costituire il parapetto del sentiero. Interessante notare che l'andamento del personaggio in primo piano viene ripetuto, in una sorta di pendant simmetrico, dalle linee curve dello sfondo, mentre la verticalità delle due figure che percorrono il sentiero fa eco al parapetto del sentiero: ne consegue che, mentre l'ambiente sembra quasi voler partecipare al dramma psichico che sta lacerando la figura in primo piano, le due persone viste di spalle sono saldamente ancorate alla dimensione concreta della realtà, insensibili ai drammi della vita. Si crea così uno stato di forte tensione emotiva, messo ulteriormente in rilievo con un sapiente gioco delle linee di forza: quelle del sentiero convergono presso i due personaggi sulla sinistra, mentre quelle appartenenti alla figura in primo piano, muovendo dal basso, tendono verso le sue mani.
Altri importanti elementi del dipinto sono il sentiero e il suo parapetto, senza i quali la figura principale quasi si fonderebbe con lo sfondo: la funzione di quest'ultimo, pertanto, è quella di staccarla dal paesaggio e di enfatizzare la sua individualità. Figura e sfondo, insomma, appartengono dal punto di vista compositivo a due livelli differenti.